# 奥卡姆剃刀

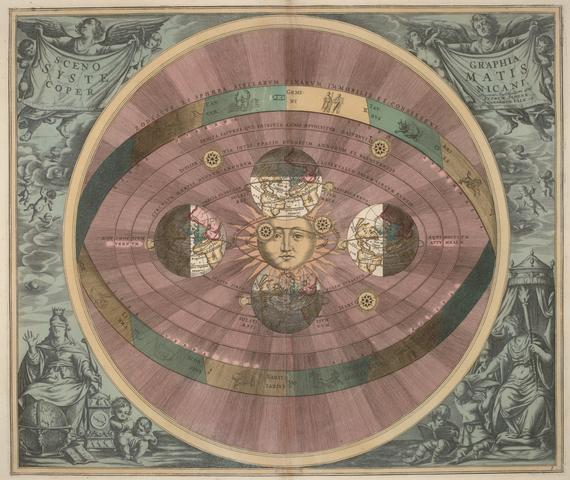
安德烈亚斯·塞拉里乌斯所绘制的哥白尼系统，见于《和谐大宇宙》（1708）。太阳、月亮和其他太阳系行星的运动既可以用地心说来解释，也可以用日心说来解释，都同样有效，然而日心说只需要7个基本假设，地心说却需要多得多的假设。在尼古拉·哥白尼的《天体运行论》序言中指出了这一点。

奥卡姆剃刀（拉丁語：novacula Occami），又稱简约法则（拉丁語：lex parsimoniae），是由14世纪方济会修士奥卡姆的威廉（约1287年至1347年，英格兰萨里郡奥卡姆人氏）提出的邏輯學法则。如果关于同一个问题有许多种理论，每一种都能作出同样准确的预言，那么应该挑选其中使用假定最少的。尽管越复杂的方法通常能做出越好的预言，但是在不考虑预言能力（即結果大致相同）的情况下，假设越少越好。
所罗门诺夫的归纳推理理论是奥卡姆剃刀的数学公式化：在所有能够完美描述已有观测的可计算理论中，较短的可计算理论在估计下一次观测结果的概率时具有较大权重。
在自然科学中，奥卡姆剃刀被作为启发法技巧来使用，更多地作为帮助科学家发展理论模型的工具，而不是在已经发表的理论之间充当裁判角色。在科学方法中，奥卡姆剃刀并没有被当做逻辑上不可辩驳的定理或者科学结论。在科学方法中对简单性的偏好，是基于可证伪性的标准。对于某个现象的所有可接受的解释，都存在无数个可能的、更为复杂的变体：因为你可以把任何解释中的错误归结于特例假设，从而避免该错误的发生。所以，较简单的理论比复杂的理论更好，因为它们更加可检验。

## 历史
「奥卡姆剃刀」这个说法，第一次出现在威廉·哈密顿準男爵（1788年–1856年）写于1852年的著作中，此时离奥卡姆的威廉已逝世五百年有多。奥卡姆沒有正式发明此一哲學剃刀，之所被冠以其名，是因为奥卡姆频繁而有效地使用此刀（Ariew 1976）。奥卡姆曾以很多种不同方式陈述过此一法則，然而其中最流行的“若无必要，勿增实体”（Non sunt multiplicanda entia sine necessitate），是由爱尔兰方济各会哲学家约翰·潘奇，在1639年对邓斯·司各脱著作的评论中总结的。

### 奥卡姆之前

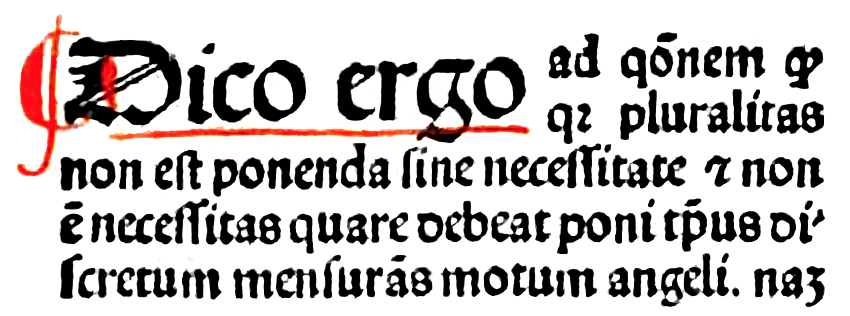
邓斯·司各脱的《既定讲演录》（Ordinatio）中的部分书页："Pluralitas non est ponenda sine necessitate"（若无必要，勿增实体）

奥卡姆剃刀原理的来源，可以追溯到早期哲学家诸如邓斯·司各脱（1265–1308）、罗伯特·格罗斯泰斯特（1175-1253）、迈蒙尼德（摩西·本·迈蒙，1138–1204），甚至亚里士多德（384–322 BC）。亚里士多德在《后分析篇》中写道：“我们可以假定，在“其他情况均同”（ceteris paribus）的情况下，前提或假定更少的表述具有优先性。”克劳狄乌斯·托勒密（c. AD 90 – c. AD 168）指出：“我们将对现象的最简单解释称为好的规律。”
类似“如果能够少做就不应该多做”和“如果没有必要就不应当假设很多东西”这样的语句，在13世纪的经院哲学著作中很常见。罗伯特·格罗斯泰斯特在《对亚里士多德的<前分析篇>的评论》（Commentarius in Posteriorum Analyticorum Libros）（c. 1217–1220）中指出：“在其他情况相同时，需求更少的更好、更有价值……因为如果有一件事物既可以使用较多的已知前提来描述，也可以使用较少的已知前提来描述，那明显使用较少前提的描述比较好，因为它使得我们更快地获取知识，就如同一个普适的表述比局域的表述更好，因为它从更少的假定出发产生知识。就像在自然科学、道德科学和形而上学中，在其余同等的情况下，最好的部分不需要前提假设，其次是需要较少前提假设的。”托马斯·阿奎那的神学大全（1225–1274）指出：“对于只需较少定则就能推导出来的问题，使用较多的定则是多余的。”阿奎那使用这个法则来构建了对神的存在性的一个否定，然后特别地基于因果关系回答和彻底驳斥了这个否定（参见五路论证)。如此，阿奎那承认了我们今天称为奥卡姆剃刀的法则，但是比起其他简单关系更倾向于因果关系（参见相关不蕴涵因果）。
印度哲学家摩陀婆在他的《Vishnu-Tattva-Nirnaya》第400节写到："dvidhAkalpane kalpanAgauravamiti"（如果一个假定就够了，那么设立两个假定就是犯了“过多”的错误）。

### 奥卡姆
奥卡姆的威廉（约1287–1347）是英国圣方济各会修士和神学家，中世纪颇具影响力的哲学家，唯名论者。他以逻辑学家著称，主要是因为奥卡姆剃刀。其中的“剃刀”用来比喻切除不必要的假设，或者切分开两个类似的结论。
虽然有说法认为在他的著作中找不到奥卡姆剃刀的说法，但是可以在他的神学著作《伦巴第人彼得语注》(Quaestiones et decisiones in quattuor libros Sententiarum Petri Lombardi (ed. Lugd., 1495), i, dist. 27, qu. 2, K)中，找到 Numquam ponenda est pluralitas sine necessitate（如无必要切勿假定繁多）。在其
所著的Summa Totius Logicae, i. 12中，奥卡姆引用了经济性原理：Frustra fit per plura quod potest fieri per pauciora（如果可以用较少的事情来实现，那么更多的事情是无用的。）(Thorburn, 1918, pp. 352–53; Kneale and Kneale, 1962, p. 243.) 
然而，通常归于奥卡姆的原文entia non sunt multiplicanda praeter necessitatem（如无必要勿增实体），并不见于他的传世作品中；这段话本身出自神学家John Punch，他将这个法则称为经院哲学的“常识定理”（axioma vulgare）。奥卡姆的贡献似乎是限制了这条法则在涉及奇迹和上帝之力量时的运用。所以在圣餐礼中，各种奇迹都是可能的，仅仅因为它们愉悦了上帝。

### 奥卡姆之后的规范化表述
艾萨克·牛顿说：“我们需要承认，自然事物各种现象的真实而有效的原因，除了它自身以外再无须其他，所以，对于同样的自然现象，我们必须尽可能地归于同一原因。”
伯特兰·罗素提供了奥卡姆剃刀的一个特别版本：“如果可能，用已知实体组成的结构，来替换未知实体的推断。”
大约在1960年，雷·所罗门诺夫建立了普适的归纳推理理论，这个理论基于观测得出预测；例如，预测基于一串已知符号的下一个符号会是什么。它唯一的假设就是环境遵从某种未知的但是可计算的概率分布。这个理论是奥卡姆剃刀的数学公理化。
奥卡姆剃刀的另一个技术化是本体论简约化。

## 论证
从20世纪开始，基于归纳推理、逻辑学、实用主义，特别是概率论的，对奥卡姆剃刀的知识论解释，开始在哲学家中流行。

### 审美
在20世纪之前，人们通常持有“自然是简单的，关于自然的简单假设更可能是正确的”的信念。这个观念深深地植根于人们的审美思想价值中，对它的理解常常以神学的形式表现出来。托马斯·阿奎那在13世纪提出了这个命题：“如果事物可以由‘一’充分完成，那么以‘多’来完成它就是多余的；我们观察到的自然如果使用一个就足够，从不会使用两个。

### 经验论
奥卡姆剃刀在帮助趋向于更好的理论时，得到了经验主义的有力支持。（在“应用”一节中可以见到一些范例）
在过拟合这个概念中，过于复杂的模型会受到统计噪音（和方差权衡（bias-variance trade-off）相关的问题）的影响，使得较简单的模型比起预测推断成绩更好的模型，更能抓住问题的实质。然而，常常很难判断哪一部分数据是噪音（参见模型选择、测试集、最小描述长度、贝叶斯推断等等）。

#### 对奥卡姆剃刀的检验
奥卡姆剃刀的表述：“在其他一切同等的情况下，较简单的解释普遍比较复杂的好”可以通过经验的测试。这个法则的另一种表述是“较简单的假设（不是结论或者解释）普遍比复杂的好”。检验第一种表述的程序是，比较一下简单的和复杂的解释的记录。按照第一种表述，如果较复杂的解释比较简单的解释运行得更好，那么奥卡姆剃刀作为一种工具就将被证明为无用（而反命题被证明有用）。如果按照第二种解释，如果较简单的假设会导致更正确的结论，那么奥卡姆剃刀作为工具的有效性就可以得到证明。

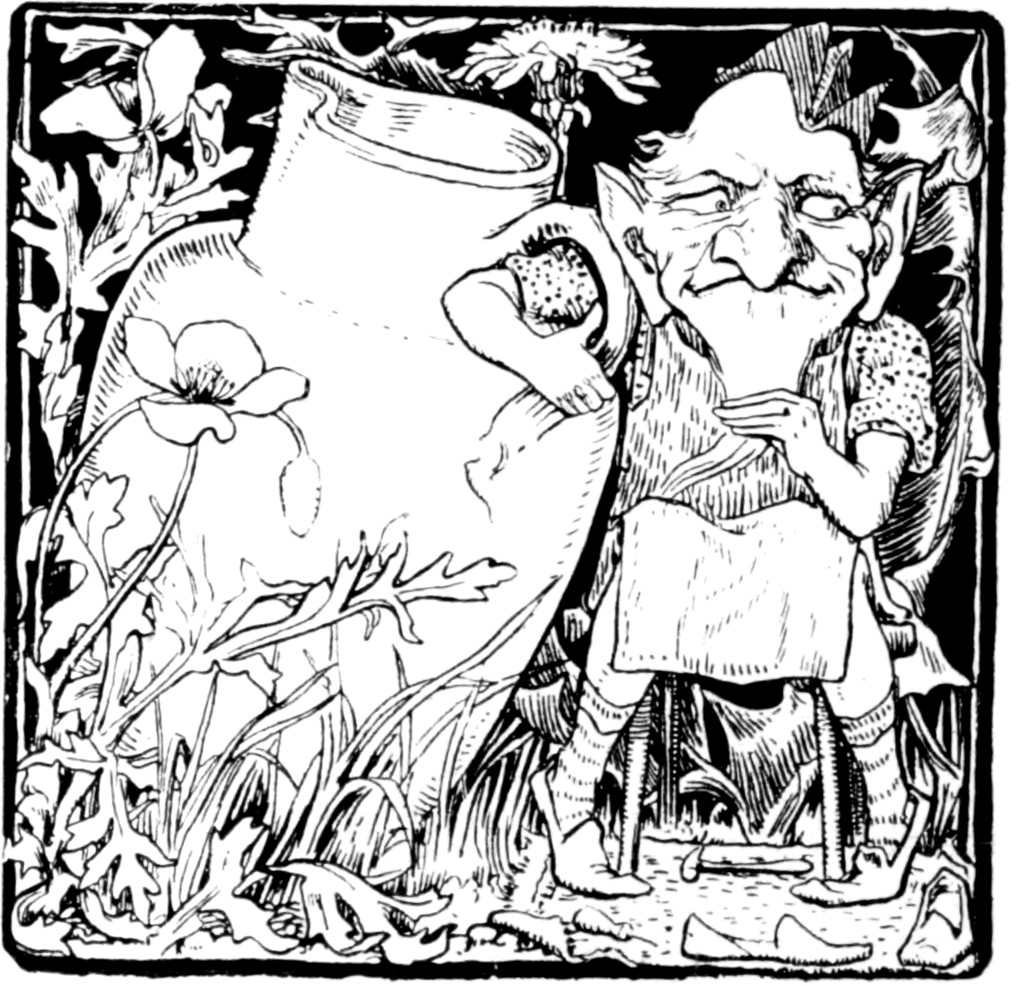
可能存在无必要的复杂解释。例如，可以将矮精灵拉布列康加入任何解释中，但是奥卡姆剃刀阻止了这样的添加，除非它有必要

### 数学
奥卡姆剃刀的形式之一，是基础概率论的直接结果。根据定义，任何假设都会带来犯错误概率的增加；如果一个假设不能增加理论的正确率，那么它的唯一作用就是增加整个理论为错误的概率。
还有另一些从概率论理论得出奥卡姆剃刀的尝试，包括哈罗德·杰弗里斯和埃德温·托普森·杰纳斯的著名尝试。奥卡姆剃刀的（贝叶斯）概率基础，是由大卫·麦克卡伊在他的著作《信息论、推理和学习算法》（Information Theory, Inference, and Learning Algorithms）的第28章里给出，他强调了，并不需要事先给予简单模型一个较高的偏好值。
威廉·杰弗里斯（和哈罗德·杰弗里斯没有关系）和詹姆斯·贝尔格尔（1991）总结和评价了原版剃刀法则中的“假设”概念。对于可能观察到的数据来说，它是一个命题的无必要程度。他们主张：“一个可调参数较少的假设，自然地会拥有较高的后验概率，因为它所作出的预言会更精确。他们所提出的模型，在理论的预测准确性和精确度之间寻求均衡：精确地作出正确的预言的理论，优于给出一个大的猜测范围的或者不正确的理论。这再次反映了贝叶斯推断中的核心概念（边缘分布、条件概率、后验概率）之间的联系。

### 其他哲学家

#### 卡尔·波普尔
卡尔·波普尔认为，对于简单理论的偏爱并不需要诉诸实践或者审美考虑，只需要使用可证伪性标准即可得出：比起复杂的理论来说我们偏爱简单的理论，“因为它们涵盖了更多的经验内容，因为它们更容易检验”（Popper 1992）。其中的原理在于，简单的理论所适用的场合更多，所以也更容易证伪（前提是它们都能同样好地解释现象）。

#### 艾利奥特·索伯
科学哲学家艾利奥特·索伯一度和波普尔站在同一战线，尝试使用“信息度”来描述简单性：简单的理论有更高的信息度，意味着它解决一个问题需要更少的信息。之后，他放弃了这一简单性的解释，据称是因为它无法对简单性提供一个知识论的解释。他现在相信简单性的思考（特别是节俭的思考）只有在它们反映了某种更基础的东西的情况下才会有效。他认为，哲学家们可能误解了“假设的简单性”（例如为它赋予自身独立（sui generis）的存在），然而它只有在特定的语境下才有意义（Sober 1992）。如果我们没有在我们使用“简单性思考”这个词的语境下去定义它，我们就可能陷入循环定义：类似于“为何需要理性？”这样的问题，只能存在循环定义的答案；像“为何在考虑一个假设的可行性时需要考虑简单性？”这样的问题也是同样的。

#### 理察·斯温伯恩
理察·斯温伯恩在逻辑学的背景下讨论简单性：
……对于一个现象的最简单解释，比其他解释更有可能为真，它作出的预言比其他的假设更可能实现，这是认识论的先验首要法则：简单是真理的明证。——Swinburne 1997
斯温伯恩认为，当我们无法用数据来选择理论时（参见不充分决定论、杜恒-纽拉特-蒯因论题），我们必须依赖其他规则来决定选择哪一个理论。荒谬的是，并没有一种逻辑方法可以从同样基于数据的无限多理论中选出一个，而我们应当选择简单的理论：“要么科学[评价理论和预测可能性的方法]是非理性的，要么简单性法则是先验真理的基础组成部分。”（Swinburne 1997）

#### 路德维希·维特根斯坦
引自路德维希·维特根斯坦的《逻辑哲学论》：
- 3.328 如果一个记号是无用的，它也就是无指谓的。这就是奥卡姆准则的要旨。
（如果一切情况都表明一个记号具有指谓，那么这个记号就是具有指谓的。）
- 5.47321 奥卡姆法则当然不是一条随意的规则，也不是一条因其在实践上的成功而获得了证明的规则：它表明，记号语言中非必要的单位不指谓任何东西。
满足一个目的的记号逻辑上是等价的；不满足任何目的的记号逻辑上是无指谓的。

和相关的“简单性”概念有关的：
- 5.4541 逻辑问题的解决必定是简单的，因为它们设立了简单性的标准。
人们一直猜想，必定有一个领域，其中对问题的回答对称地⸺先天地⸺结合着而构成一个自足的系统。
这个领域遵从如下规则：简单性是真理的标志。
- 6.363 归纳程序的实质在于，我们承认能够同我们的经验协调的最简单的规律为真。
  - 6.3631 但是这种程序只有心理的依据而没有逻辑的依据。
很清楚，相信实际上只会发生最简单的可能事件是没有根据的。

## 应用
今天，奧卡姆剃刀常用於兩種假說的取捨上：如果對於同一現象有兩種不同的假說，我們應該採取比較簡單的那一種。

### 科學与科学方法
在自然科学中，奥卡姆剃刀被用作指引科学家创立新理论的启发法，而不是作为评判已发表理论的准则。在物理学中，简约性在阿尔伯特·爱因斯坦建立狭义相对论的过程中给了他重要的启发，同样它也启发了皮埃尔·莫佩尔蒂和莱昂哈德·欧拉创立和应用最小作用量原理，以及马克斯·普朗克、维尔纳·海森堡和路易·德布罗意创立量子力学。
在化学中，奥卡姆剃刀通常是创建反应机制模型时重要的启发工具。虽然它作为启发法很有用，然而它作为已发表理论之间的评价标准时却遭遇了失败。在这样的背景下，爱因斯坦在发表他的约束方程时提醒到：“不可否认，所有理论的最高目标都是保留尽可能简单、尽可能少的基本要素，同时不放过对任何单个数据的解释。”一个常常被引用的版本里这样说道：“一切应该尽可能的简单，但是不能过于简单。”
在科学方法中，简约性是一个知识论、形而上学或者启发法的偏好，但是不是一个不可违抗的逻辑或者科学结果。作为逻辑法则，奥卡姆剃刀会要求科学家使用最简单的理论来解释现有数据。然而，科学发展不止一次地显示，新的数据可能比已有的数据更支持复杂的理论。当新的数据出炉时，简单的理论可能会被淘汰。所以，对于未来的数据会支持复杂理论的情况，科学会开放可能性；对于互相抵触的理论，科学更喜爱设计实验来分辨其胜负，而不是依据哲学理论来判决它们。
当科学家使用简约性概念时，仅仅意味着在某个特定的课题下有效。对于一个特定的研究问题，必须基于许多背景假设才能谈论简约性。在一个研究中起作用的简约性，换到另一个研究中可能就什么都不是。认为存在着一个普适的法则适用于所有客观课题是不正确的。
奥卡姆的剃刀被普遍接受为一个额外的证据，虽然它仅仅是一个形而上学假设。极少有经验证据表明我们的世界的确是简单的，或者较简单的理论会比复杂的更正确。
大多数情况下，奥卡姆剃刀是一个保守的工具，它会去除那些疯狂的、过于复杂的建构，保证各种假设都是基于现今科学，也就是“正常”的科学。然而，也有不少例外情况，奥卡姆剃刀将一个保守的科学家推向了不情愿的革命道路。例如马克斯·普朗克综合了维恩近似和瑞利-金斯定律，使用奥卡姆剃刀的逻辑推导出了量子假设，却拒斥这个假设直到它的正确性越来越明显。
简约性曾经被用于否认流星、球状闪电、大陆漂移学说和逆转录酶。可能有人认为原子是构成物质砖块的理论更简洁，因为它为物质混合和化学反应提供了更简单的解释，就是粒子的混合或者粒子的重构。然而在当时原子理论被认为是更复杂的，因为它要求引入一种看不见的粒子，而且现有方法无法直接观测到它。恩斯特·马赫和逻辑实证主义者拒绝约翰·道尔顿的原子理论，直到爱因斯坦对布朗运动的解释使得原子的真实性变得显而易见。
同样的道理，假设以太的存在似乎比认为光能够在真空中传播要复杂。然而在当时，所有已知的波都需要物理介质才能传播，所以似乎假设一种传递光的介质存在要比建立一种没有介质的波动理论简单一些。同样，牛顿的光的粒子理论看起来比惠更斯的波动理论要更简单，获得了更多支持。然而在这个问题上，不管是粒子理论还是波动理论都无法解释全部事实，今天我们认为光具有波粒二象性。
科学方法的三条核心信条是实在性（客观存在的真实性）、自然规律的存在与自然规律的恒常性。然而，科学并非依靠这三条信条，而是依赖于它们未被客观证伪这一事实。奥卡姆剃刀和简约性法则支持，然而并非证明了这几个核心信条。科学的普适原则是自然法则的理论（或者模型）必须经得住重复的观测检验。这个最重要的标准要高于前述的三个信条。
在一些例子中，人们会根据奥卡姆剃刀，从已有的数据得出错误的理论，其中一个原因是将奥卡姆剃刀误认为是普适的理论。米歇尔·李（Michael Lee）等人简约法并不总是得到正确结论，如果是基于错误的工作假设或者不完整的数据，甚至会强烈地支持错误的结论。李认为：“当简约法则不再是一个指导方针，而是被拔高成了圣座的旨意，那么它就不再是科学的。”
如果有多个自然规律的模型都能得出同样的可验证的预言，那它们就是等价的，并不需要简约法则来从中挑选一个。例如，经典力学的牛顿力学、哈密顿动力学和拉格朗日力学的形式都是等价的。物理学家并没有兴趣使用奥卡姆剃刀来判定其中哪两个是错误的。类似的，也不需要简单性法则来判断量子力学的波动方程与矩阵形式。一般来说，科学并不需要一个标准来区分或者判断两个同样给出可检验的预言。

### 生物学
生物学家或者哲学家在生物学领域使用奥卡姆剃刀，一般是在演化领域：竞争选择的水平和系统分类学。

#### 自然选择的作用水平
乔治·威廉姆斯在他的《适应与自然选择》（Adaptation and Natural Selection）（1966）中提出，对于生物之间利他主义的最好解释是，将它看作低层次的（个体的）选择和高层次的群体选择之间的冲突。利他主义是由一些演化生物学家定义的（例如 R. Alexander, 1987; W. D. Hamilton, 1964)，指的是一种有利于其他个体（或者群体），但是会使得个体本身付出代价的行为。许多人假设个体选择可以单独解释利他主义，将其看作受到自身意愿（或者自身基因的意愿，根据亲属选择理论）驱动的行为。也有许多人认为群体水平的选择是产生利他行为的演化机制（例如 D. S. Wilson & E. O. Wilson, 2007)，然而威廉姆斯反对这种观点，他的基本思想是，群体选择和个体选择这两个理论之中，个体选择是更简约的。为此他援引了奥卡姆剃刀的一个变体，被称为摩根法则：“如果一个动物行为可以被较低层次的生理进化和发展机制合理解释，那么就没有必要使用较高层次的生理机制去解释它。”（Morgan 1903）
然而，更晚近的生物学分析，例如理查德·道金斯的《自私的基因》，认为摩根法则并非最简单和基本的解释。道金斯提出，演化的工作机制是：一个基因能复制得多，种群就能发展；也就是自然选择挑选特定的基因。这才是最基本的底层原则，它自动地把个体和群体选择都作为演化中的突生演化要素。
动物学提供了一个例子。麝牛在面临狼的威胁时，一些雄性会组成一个圈，将雌性和幼年个体包围在里面。这个行为对于雄性来说就是利他主义的范例。这个行为对于它们个体来说是不利的，但是对于群体是有利的。有人将它作为是对于群体选择理论的支持。然而，关于这个例子也可以用基于个体基因的自然选择来解释：如果雄性麝牛逃走，让雌性麝牛被狼吃掉，那么它的基因就无法繁殖。而如果它留下来战斗，则更有可能留下有它的基因的后代。所以，“留下来战斗”的基因胜出，这是所谓亲属选择的一个例子。

#### 系统分类学
系统分类学是生物学的一个分支，力图建立生物之间的基因关系。它也和生物的分类鉴定有关。系统分类学有三个主要的流派：支序分类学、表征分类学和演化分类学. 支序分类学认为系谱学是分类的唯一依据，而表征分类学家认为有亲缘的后代之间的相似性才是判断的标准，而演化分类学认为系谱学和相似性在分类中都应该考虑。
支序分类学家们找到了奥卡姆剃刀，他们把它称作最大简约法或者支序化约（cladistic parsimony），它是一种用于某些系统发生树（确切的说，是进化树）上的一种种系发生学推断方法。支序分类是包含枝干的树状结构，用来代表基于一个或多个演化中变异的后代支系。最大简约法认为，需要演化变异步骤最少的假设是最好的。然而对于某些种类的树，它会一直输出错误的结构，不管收集到多少数据（这称为长枝吸引效应）。对于最大简约法的详细论述参见艾利奥特·索伯（Elliot Sober）的《重建过去：简约、演化和推断》（Reconstructing the Past: Parsimony, Evolution, and Inference）（1988）生物学中的奥卡姆剃刀的讨论，参见索伯的文章《对奥卡姆剃刀使用剃刀》（"Let's Razor Ockham's Razor"）（1990）。
另一种和简约法则有关的推断演化关系的方法，是一种更传统的途径。种系发生学的相似性方法使用简约法则来进行相似性测试。需要最少的变量参数（例如特征变化的不同速度的数量或者特征变异的频率）的假设会被作为零假设，相对于需要较多的变量参数的假设来说。这样一来，较复杂的假设需要做出更好的预言数据，才能够淘汰掉更简单的假设。在最近的进展中使用了信息论，相似性理论的近亲，也用同样的方式使用奥卡姆剃刀。
弗朗西斯·克里克对于奥卡姆剃刀在生物学中可能存在的限制进行了论述。他认为，生物系统是不断的自然选择的产物，其中的机制并不一定是明显的首选项。他告诫说：“虽然奥卡姆剃刀在物理学上是有用的工具，但是将它引入生物学是非常危险的。用简单、优美等原则来指导生物学研究是非常粗暴的。”
在生物地理学中，简约性法则被用来通过观察现有生物种群的地理分布和亲缘关系来推断古代物种的迁徙或者种群数量。通过已知的系统发生树，可以推断古迁徙路线即是总移动量最小的路线。

### 医学
如果要谈到奥卡姆剃刀在现代医学中的应用，医生和医学哲学家会提到症状化约原则（diagnostic parsimony）。这个原则是指，在诊断某个病症或者伤情时，医生应该尽量寻找会导致所有症状的最简单可能性。这个理念被表达为一句医学俗语：“当你听到背后有蹄声时，应该想到马而不是斑马。”虽然症状化约原则常常可能是正确的、有益的，然而也有反对它的意见，称为西卡姆格言（Hickam's dictum），简单说来就是：“病人乐意得多少种病就能得多少种病。”从统计数据中似乎经常会得出，一个病人的多种症状往往会归于多种常见疾病，而不是仅仅一种。另外，排除统计的因素，有许多病人无法使用单一疾病来解释众多的症状，被证实患有多种疾病。
这些考虑来自简单的概率论（已经被奥卡姆剃刀的各种现代变体考虑进去了），也来自以下事实：医学的损失系数远大于其他的基础科学，因为误诊可能导致一个人的健康甚至生命的损失，所以最好尝试并且检查每一个可能的理论，即使其中有一些理论显得更可能成立。
症状化约原则和西卡姆格言之间的对立对于医疗行为有重要的影响。任何一组症状都可以被解释为一类疾病或者疾病的组合。没有理由根据一个症状来判断是或者不是某个疾病，事实上，不断地根据病人的环境、习惯、用药史等等来建立、测试和修改对于症状的假设才是更好的方法。例如，如果一个病人表现出包括疲倦和肝硬化的症状，且在丙型肝炎的测试中呈阴性，那么医生可能就会建立一个假设：肝硬化是由酗酒引起的；但是如果医生接下来发现病人的呼吸中带有原因不明的大蒜味，并且患有肺水肿，那医生就可能会确认一下是不是相对罕见的硒中毒。

### 信仰
在宗教哲学中，奥卡姆剃刀有时被应用于讨论神的存在性问题。奥卡姆的威廉本人是基督徒，相信上帝的存在。关于圣经，他如此写道：“不应该没有理由地假设任何事情，除非它是自明的，或者由经验而来的，或者由圣经的权威证明的。”奥卡姆相信，如果一个解释不与理性、经验或者圣经协调，是不会有真实的基础的。然而，和他当时的很多神学家不同，奥卡姆不相信上帝的存在可以被逻辑证明。对于奥卡姆来说，科学是一种发现，然而神学是一种启示和信仰。他写道：“只有信仰能够使我们达到神学的真理。神的道路没有开放给理性，因为神自由地创建了世界，建立了救赎的道路，其中剔除了所有人类的逻辑或者理性能够揭示的法则。”
托马斯·阿奎那在《神学大全》中，使用奥卡姆剃刀构建了一个上帝不存在的证明，然后用一个反论直接否定了它：
更进一步，如果能够用较少法则来说明的就不需要使用更多。然而，事物世间万物都可以归结到其他法则，倾向于神不存在。所有自然之物的原因都可以归到自然，所有能动之物都可以归到人的原因或者意志。所以，没有理由支持神的存在。
反过来，阿奎那用“五路论证”（quinque viae）作为回复，反驳了上面的理论：
虽然自然可以在高位存在的指引下走上确定的道路，自然所做的一切也必须追溯到上帝作为第一因。同样，所有能动所作的一切也必须追溯到比人类的理性和意志更高的原因，因为人类的理性和意志会改变和失败；所有这些易变的、会挫败的都要追溯到确定不移的、自身完满的第一因。
另一些有神论者不再诉诸神的必要性，而是将他们的信仰建立在独立于或者高于理性的基础上，使得奥卡姆剃刀无效化。这就是索伦·奥贝·克尔凯郭尔的观点，他将信仰神看作信仰之跃，有时它会直接和理性对立。类似的还有戈登·克拉克的预设辨惑论，不同之处在于克拉克并不认为信仰之跃和理性有冲突（参见信仰主义）。
许多证明神的存在的理论把神作为一个有用的，甚至是必要的假设。相对的，一些无神论者坚持认为假设上帝的存在是完全没有必要的（Schmitt 2005，也就是所谓的终极波音747策略。而站在一个微妙的角度上，哲学家戴尔·雷切认为在神的问题上应用奥卡姆剃刀并没有那么简单，至少可以和多世界诠释相比较。
这个法则的另一个应用可以在乔治·贝克莱（1685–1753）的著作中找到。贝克莱是唯心主义者，相信一切实在都可以用意识来单独解释。他引用奥卡姆剃刀来反对唯物主义，认为物质是他的形而上学系统中不需要的，所以可以抹去。然而这个理论的潜在问题之一是，奥卡姆剃刀会表明一个唯我论的体系会比贝克莱所假设的，存在神为一个独自思考者调制的世界更简单。
在J. J. C. 斯马特的文章《感觉与脑过程》（"Sensations and Brain Processes"）（1959）中，他使用奥卡姆剃刀来证明单一论较胜于二元论。二元论认为世界有两种实体构成：物质（包括身体）和非物质的精神，相反，单一论者认为一切都是物质，包括意识，没有非物质的存在。虽然仅限于物理世界很难了解精神世界，斯马特仍然认为单一论仅仅需要假设物理实在就可以解释所有现象。斯马特对奥卡姆剃刀的使用（或者滥用）遭到很多批评，最终他撤回了在这个论题上的观点。保罗·丘奇兰德（1984）认为奥卡姆剃刀自身无法对于二元论下结论。类似地，戴尔·杰凯特（Dale Jacquette）（1994）认为奥卡姆剃刀已经在精神哲学中被用于为取消主义和还原主义辩护。取消主义是一种本体论，它认为民间心理学中的“痛苦”、“快乐”、“欲望”、“恐惧”等等概念，对于完善的神经科学来说都是可以取消的。

### 概率论与统计
马库斯·胡特的普适人工智能（universal artificial intelligence）是基于所罗门诺夫的归纳推理理论上对于奥卡姆剃刀的规范化，用来计算一个行为的期望值。
学术期刊上有无数的论文试图从概率论推出奥卡姆剃刀，将其应用到推断统计学中，用它来支持某些标准，用以降低统计推断中的复杂性。一些论文提出奥卡姆剃刀和柯氏复杂性之间的联系。
奥卡姆剃刀的原版有一个问题，就是它只适用于具有同等解释力的模型（也就是说，它只是告诉我们在同样好的模型中选择较简单的那一个）。奥卡姆剃刀的一个更通用的形式，可以从贝叶斯模型比较中产生。它基于贝叶斯因子，可以适用于那些并不和观察结果同样吻合的模型比较。这些模型有时候可以在解释力和复杂性中找到最好的平衡。总的来说，贝叶斯因子的准确值很难得到，但是有很多种方法给出近似值，例如赤池信息量准则、贝叶斯信息准则、变分贝叶斯方法、错误发现率以及拉普拉斯方法。许多人工智能研究者将这些方法用于奥卡姆学习中。
奥卡姆剃刀的统计版本比哲学讨论要更加严格。特别地，他们必须对于“简单性”给出严格的定义，而这个定义会很不一致。例如，在柯尔莫哥洛夫-柴廷最小描述长度的概念中，对象必须选择一个图灵机，用它的基本操作来描述对象的操作，用它来代表对象的“简单性”。然而，人们可以总是选择一个基本操作很简单的图灵机来描述他们的理论，这样在奥卡姆剃刀下得分会很高。这导致了研究者分为两个阵营：一个相信奥卡姆剃刀是客观的，另一个相信它是主观的。

#### 客观剃刀理论
通用图灵机的最小指令集所需要的长度，在不同的形式中是大致相同的，而且其柯氏复杂度比大部分实际的理论小。马库斯·胡特在对剃刀的规范化中，利用这一恒常性定义了“自然”图灵机，用来排除那些过于复杂的指令集。将通用程序的描述作为“假设”，将证据的表示作为“程序数据”，可以在策梅洛-弗兰克尔集合论中证明：“模型的普适概率的对数之和加上模型输入的数据的概率的对数之和应为极小”。可以将它解释为让由两个部分组成符号串达到最短，包括模型的符号和数据的符号，这样我们就得到了最小描述长度定律。
将柯氏复杂性和奥卡姆剃刀的概念结合起来的可能结论之一是，一个理想的数据压缩器也会是一个科学解释/公式的产生器。已经有人尝试将已知的定律从简单性和压缩性的法则中重新推导出来。
对于居尔根·施密德胡贝尔来说，奥卡姆剃刀的恰当数学理论已经存在了，就是所罗门诺夫的归纳推断理论及其扩展。在大卫·道尔（David L. Dowe）的 "Foreword re C. S. Wallace"中讨论了所罗门诺夫的工作、算法概率论、克里斯·华莱士（Chris Wallace）关于最小描述长度的工作之间的微小差异。在他的 "MML, hybrid Bayesian network graphical models, statistical consistency, invariance and uniqueness"中还讨论了最小描述长度和奥卡姆剃刀。在道尔和斯科特·尼德汉姆（Scott Needham）的 "Message Length as an Effective Ockham's Razor in Decision Tree Induction"中讨论了最小描述长度和奥卡姆剃刀在决策树推断中的一个例子。

## 有争议的部分
奥卡姆剃刀并非是一个对于建立任何实体的禁令，或者是关于一个建立尽可能简单理论的建议。 奥卡姆剃刀适用于裁决已经通过了“理论检查”测试，并且同样有证据支持的理论。
奥卡姆剃刀另一个有争议的部分是，有的理论在它的架构上（或者语法上）比较复杂，但是它的本体论（或者语义）上比较简单，或者相反。威拉德·冯·奥曼·蒯因在一次讨论中，将这两种情况分别称为“实际表达的简洁”和“语法与词汇的简洁”。相对论常常被作为使用复杂的词汇来表达简单的概念的范例。
伽利略·伽利莱在他的《对话》中讽刺了对奥卡姆剃刀的误用。伽利略借辛普里丘（Simplicio）之口说出他自己的观点：如果有人想要从少数的实体上建立理论，那么总是可以考虑把字母表上的字母作为基本实体，在那上面可以建立起所有的人类知识。

## 反剃刀
奥卡姆剃刀遭遇过许多反对意见，很多人认为它过于极端和粗糙了。沃尔特·查顿（c. 1290–1343）是奥卡姆的威廉（c. 1287–1347）的同时代人，他反对奥卡姆剃刀和奥卡姆对它的使用。作为回应，他创造了自己的“反剃刀”：“如果三件事还不足以确认对一个事实的认可，那么就增加第四件，如此等等。”虽然自从查顿的时代开始，有许多哲学家构建了他们自己的反剃刀，但是没有一个像查顿的那样流传开来。关于这个话题的更多讨论，可以参见阿尔芒德·毛雷尔（Armand Maurer）的《奥卡姆剃刀与查顿的反剃刀》（"Ockham's Razor and Chatton's Anti-Razor"）（1984）。
戈特弗里德·莱布尼茨（1646–1716）、伊曼努尔·康德（1724–1804）和卡尔·门格尔（1902–1985）都创建过自己的反剃刀。莱布尼茨的版本使用了阿瑟·拉夫乔伊所谓的丰富原则：上帝创造了可能的最多样性和最丰富的世界。康德为了对抗奥卡姆剃刀产生的影响，创建了他自己的反剃刀：“存在的多样性不应被粗暴地忽视”。
卡尔·门格尔认为数学家对于多样性过于吝啬，于是构造了他自己的“反简缩法则”（Law Against Miserliness），可以通过下面两种形式来表达：“若无缺陷，勿减实体”和“如果需要繁多，则不应稀少”。另一个不那么严肃，但是更极端的反剃刀是阿尔弗雷德·雅里（1873–1907）提出的形而超学，所谓的“想象结论的科学”，可能是最极端的反还原论：“形而超学寻求将宇宙中的每一个事件都看作完全独特的，除了自身以外不遵从任何法则。”阿根廷作家豪尔赫·路易斯·博尔赫斯探索了这一主题的变体，写下了《特隆、乌克巴尔、奥尔比斯·特蒂乌斯》。除此之外还有克拉伯特雷的大棒（Crabtree's Bludgeon），它犬儒地认为：「那些人类智力尚不能作出一致解释的，互不一致的观察确实存在，不管它们多么复杂。」
最近，美國物理學家伊戈爾·馬津認為，由於知名物理學期刊更喜歡提供奇異和不尋常解釋的出版物，奥卡姆剃刀原理正在被「反奥卡姆剃刀」所取代，這意味著最簡單的解釋通常會被拒絕。